# Назаров, Николай Николаевич (географ)
Никола́й Никола́евич Наза́ров (род. 10 декабря 1952, Молотов) — советский и российский геоэколог, геоморфолог, доктор географических наук (1996), профессор, заслуженный географ Российской Федерации. В 1997—2021 годах — заведующий кафедрой физической географии и ландшафтной экологии Пермского университета, основатель направления «Изучение ландшафтов, геоморфология и динамика переработки берегов водохранилищ», председатель Пермского отделения Русского географического общества (1997—2022), заместитель председателя межвузовского совета по эрозионным, русловым и устьевым процессам при МГУ им. М. В. Ломоносова, действительный член РАЕН, Международной академии наук высшей школы, Международной академии наук экологии и безопасности человека и природы (МАНЭБ), член Российской ассоциации геоморфологов.

## Биография
В 1980-1990 годах работал в гидрогеологической партии (техник-гидрогеолог, гидрогеолог, начальник отряда). Руководил картировочными (наземными и аэровизуальными) и мониторинговыми (инженерно-геологическими) исследованиями на территории Прикамья.
В 1976—1982 годах — студент заочного отделения географического факультета Пермского университета.
В 1984—1987 — аспирант заочной аспирантуры Казанского университета. В 1989 году защитил кандидатскую диссертацию «Роль природных и антропогенных условий в развитии овражной эрозии Пермского Предуралья».
В 1990—1996 годах — старший преподаватель, доцент кафедры физической географии и ландшафтной экологии Пермского университета.
В 1996 году защитил докторскую диссертацию «Современный экзогенный морфогенез ландшафтов таёжного Предуралья и Урала». С 1997 года — заведующий кафедрой. Под его руководством при кафедре физической географии и ландшафтной экологии открыта аспирантура, защищены 3 кандидатские диссертации. Все трое защитившиеся стали доцентами руководимой им кафедры. Преподаватели кафедры с начала его заведования постоянно задействованы грантах РФФИ.
С 1997 года — научный руководитель федеральной программы по государственному мониторингу экзогенных геологических процессов на территории Пермской области.
В 2009 году — участник международного конгресса геоморфологов в Мельбурне.

## Научная деятельность
В настоящее время в его научную деятельность входит: изучение динамики прибрежных геосистем, места и роли аквальных геосистем крупных равнинных водохранилищ в ландшафтной дифференциации суши Земли, пространственно-временной изменчивости мощности, механического и микроэлементного состава донных отложений в аквальных геосистемах, изучение русловых процессов, палеогидрология.
Н. Н. Назаров принимает активное участие в международных и всероссийских научно-практических конференциях и межвузовских совещаниях по проблемам геоморфологии, русловедения, ландшафтоведения, геоэкологии, эрозионных процессов, природопользования. Неоднократно представлял Пермский университет на научных форумах в Армении, Украине, Польше, Чехии, Австралии.

## Избранные публикации
- Назаров Н. Н. Овражная эрозия в Прикамье. Пермь, 1992. 194 с.
- Назаров Н. Н. Карст Прикамья. Физико-географические (геоморфологические) аспекты. Пермь, 1996. 95 с.
- Назаров Н. Н., Егоркина С. С. Реки Пермского Прикамья. Горизонтальные русловые деформации. Пермь: Изд-во «Звезда», 2004. 155 с.
- Назаров Н. Н. Формирование аквальных геосистем Воткинского водохранилища // Изв. РГО. 2005. Т. 137, вып. 3. С. 52–61.
- Назаров Н. Н. Переработка берегов равнинных водохранилищ России на современной стадии развития (конец XX в. — начало XXI в.) // География и природные ресурсы. 2006. № 4. С. 12–19.
- Назаров Н. Н., Наговицын А. В., Тюняткин Д. Г., Фролова И. В. Ландшафтогенез и геосистемное строение крупных равнинных водохранилищ. Пермь, 2008. 122 с.
- Назаров Н. Н. Геодинамика побережий водохранилищ Пермского края. Пермь, 2008. 151 с.
- Назаров H. Н. Ландшафты Пермской области. Пермь, 1996. Карта.
- Nazarov N. N., Chernov A. V. Patterns in foreland fluvial // Channel processes in the rivers of mountains, foothills and plains / Prace geograficzne. Fascicle 116. Cracow, 2006. P. 111–118.
- Назаров Н. Н., Черепанова Е. С. Пойменно-русловые комплексы Пермского Прикамья. Пермь, 2012. 158 с.
- Назаров Н. Н.Экзогенный морфолитогенез зоны сезонной осушки камских  водохранилищ // Геоморфология. 2010 № 4.  С. 72–80.
- Назаров Н. Н., Черепанова Е. С. Морфодинамические изменения русла Верхней Камы (исторический аспект) // Вестник Удмуртского университета. 2011.Вып.4. С. 119–126.
- Назаров Н. Н., Фролова И. В. Береговые зоны водохранилищ как элементы рекреационного каркаса города (на примере Перми) // Известия Алтайского государственного университета. 2012. Вып. 3/2. С. 87–90.
- Назаров Н. Н., Фролова И. В. Оценка природного рекреационного потенциала берегов Камского водохранилища // Вестник Удмуртского университета. 2012. Вып. 4. С. 9–13.
- Назаров Н. Н. О "второстепенных" процессах переформирования берегов камских водохранилищ // Гидротехническое строительство. 2013, N 7. С. 8–12.
- Назаров Н. Н. Экзогенная моделировка берегов пойменно-террасового комплекса в условиях водохранилищ (на примере бассейна р. Камы) // Геоморфология. 2014 № 3. С. 85–91.
- Назаров Н. Н., Черепанов А. В. Аккумулятивные формы и дифференциация состава наносов в береговой зоне Камского водохранилища // Геоморфология. 2014 № 4.  С. 60–68.